# Dodovic Owiny
Dodovic Owiny est un boxeur ougandais né le 8 mai 1954.

## Carrière
Dodovic Owiny est médaillé de bronze dans la catégorie des poids lourds aux Jeux africains d'Alger en 1978.
Aux Jeux olympiques d'été de 1984 à Los Angeles, il est éliminé en quarts de finale dans la catégorie des poids lourds par le Canadien Willie DeWit.